# أسي كوباياشي
أسي كوباياشي ((باليابانية: 小林 亜星) (تنطق: كوباياشي أسي)، (مواليد 11 أغسطس 1932 - 30 مايو 2021) عن عمر يناهز الثماني والثمانون عاماً) هو مغني ياباني ومؤلف موسيقي لعديد من الأفلام والأنميات اليابانية وعمل أيضاً في مجال التمثيل والتلحين والتارينتو وإلي جانب الكتابة والتأليف وتلحين أغانيه.
كما قام بتأليف أغنية هيئة بث أساهي في عام 1977 عندما غيرت المحطة التلفزيونية اسمها إلى اسمها الحالي.

## روابط خارجية
- الموقع الرسمي
 باللغة اليابانية
- أسي كوباياشي  في شبكة أخبار الأنمي
- آسي كوباياشي في أويكون باللغة اليابانية
- آسي كوباياشي